# Distretto di Punakha
Punakha è uno dei 20 distretti (dzongkhag) che costituiscono il Bhutan. Il distretto appartiene al dzongdey centrale.

## Municipalità
Il distretto consta di undici gewog (raggruppamenti di villaggi):
- gewog di Barp
- gewog di Chhubu
- gewog di Dzomo
- gewog di Goenshari
- gewog di Guma
- gewog di Kabjisa
- gewog di Lingmukha
- gewog di Shenga Bjime
- gewog di Talo
- gewog di Toepisa
- gewog di Toewang

Distretto di Punakha
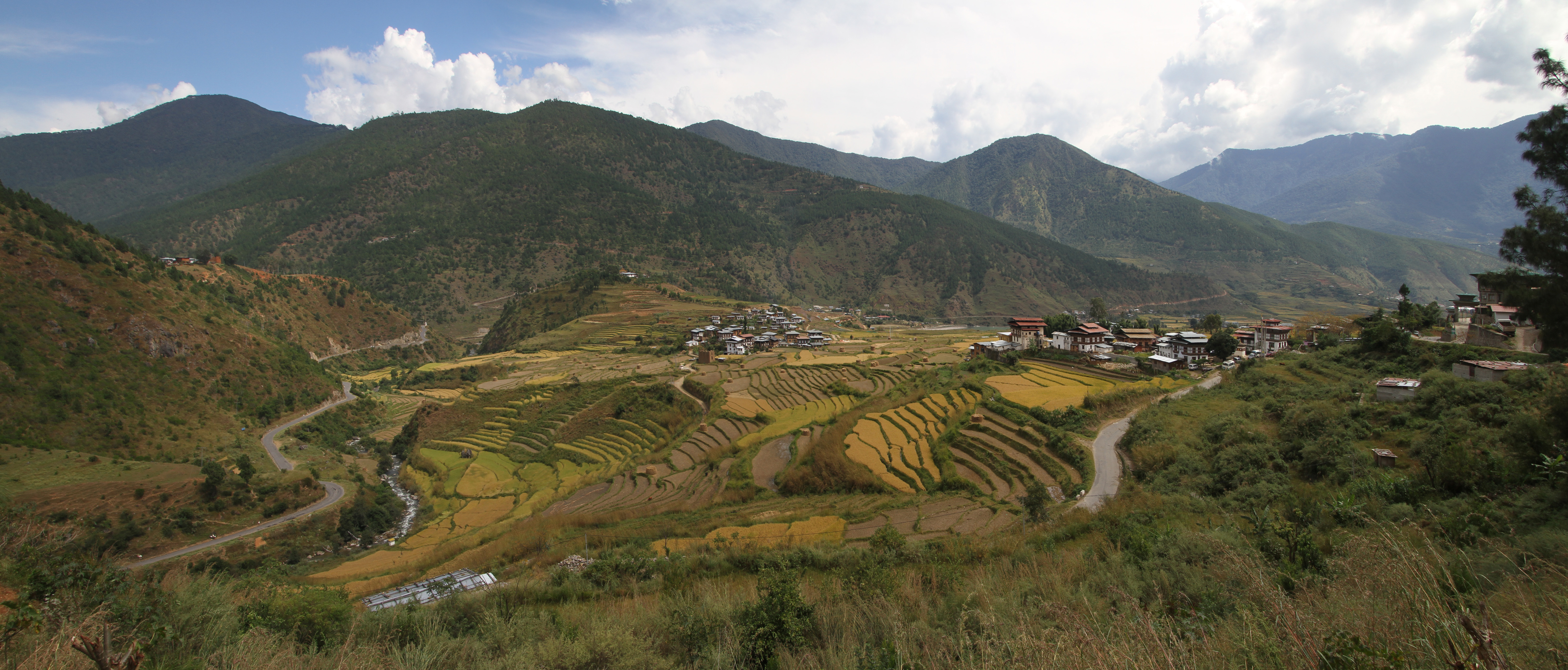
Punakha
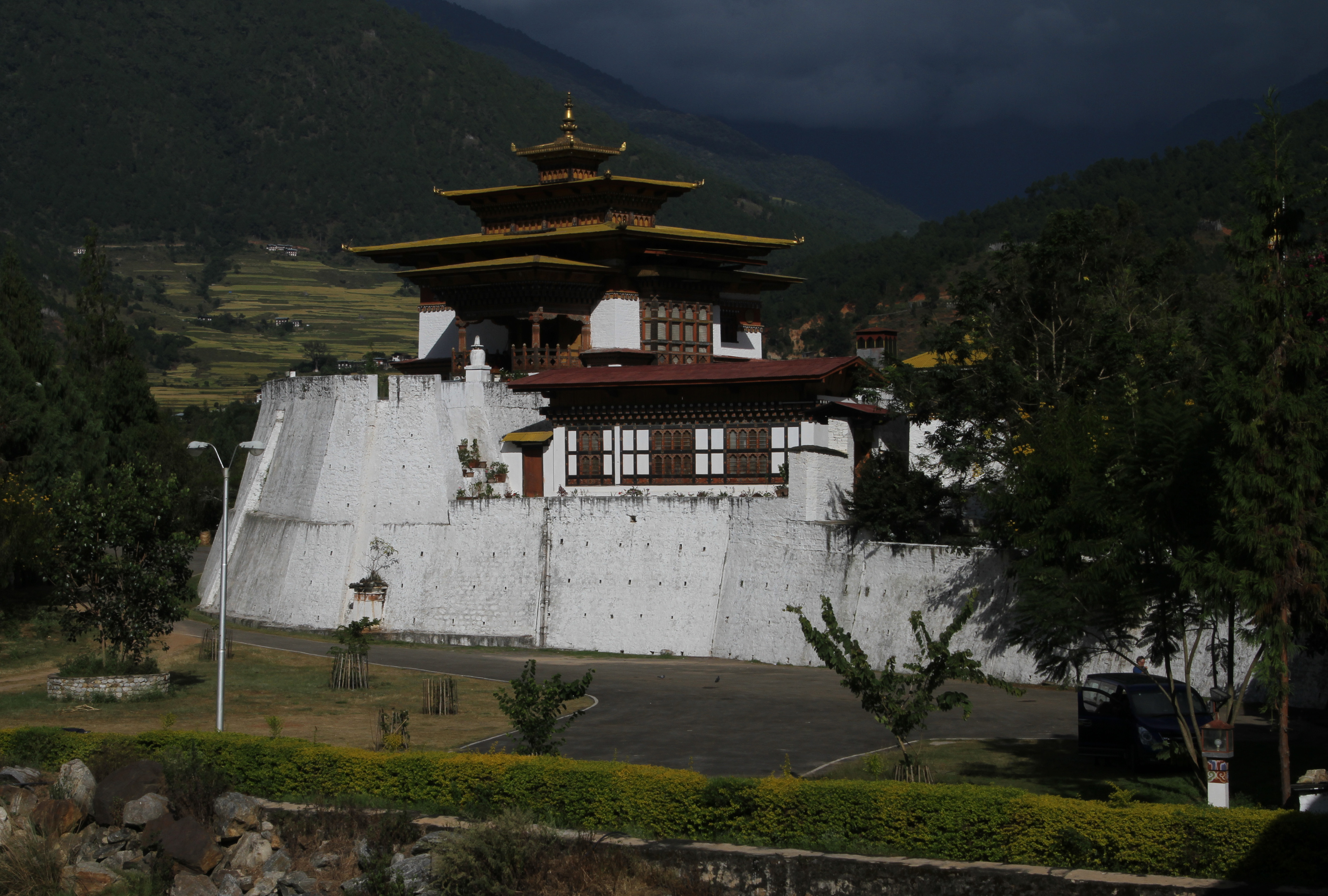
Dzong
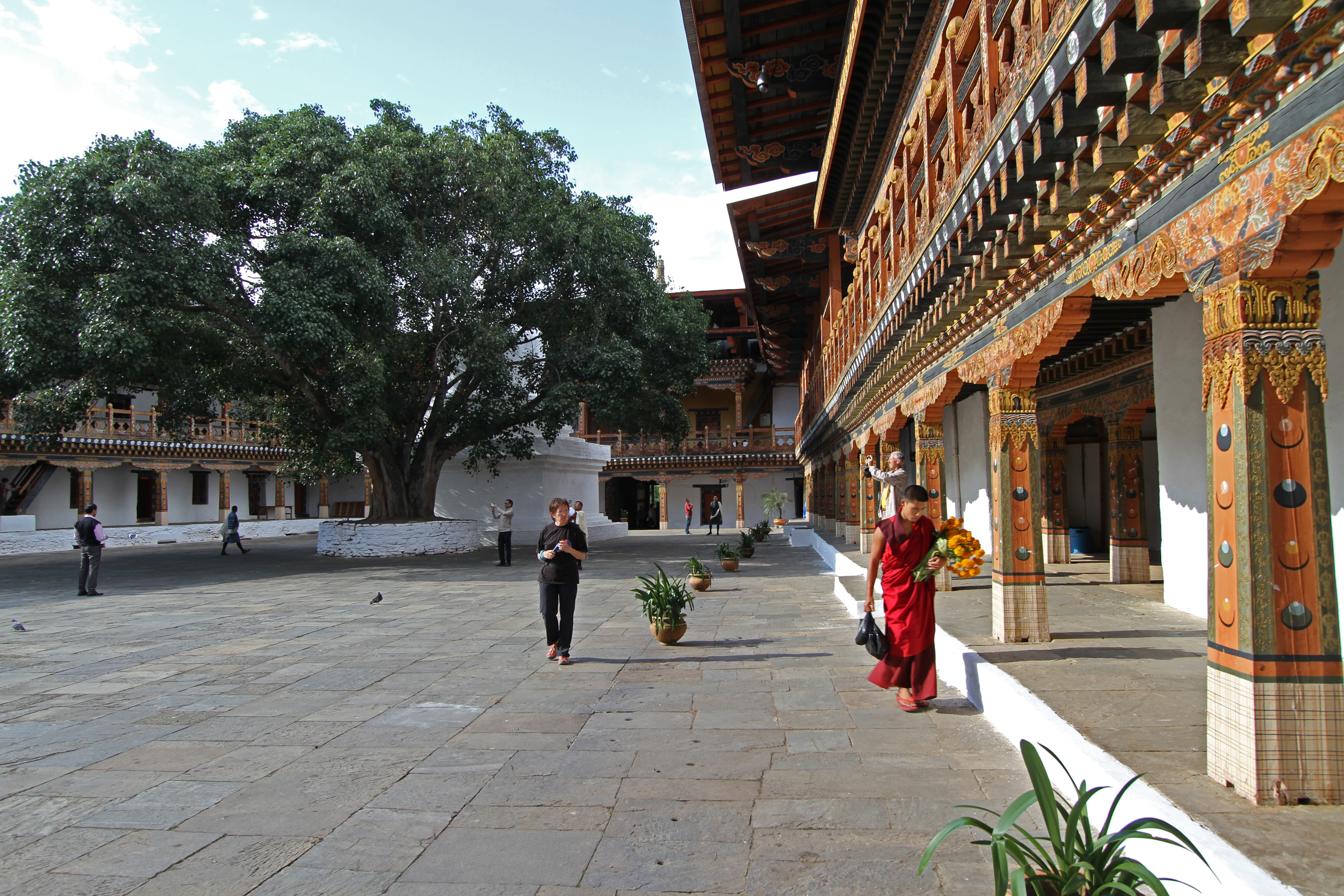
Dzong
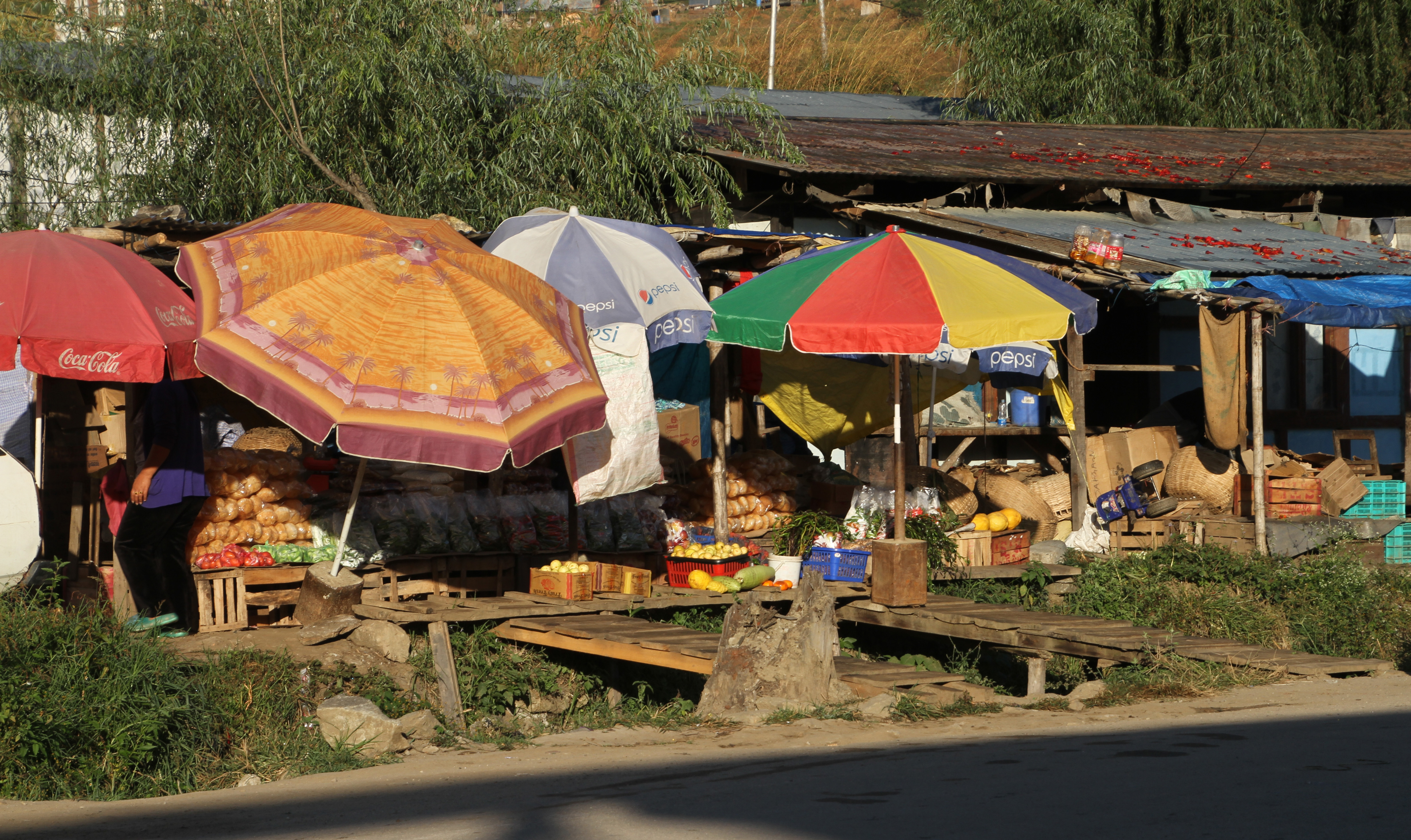
Lobesa
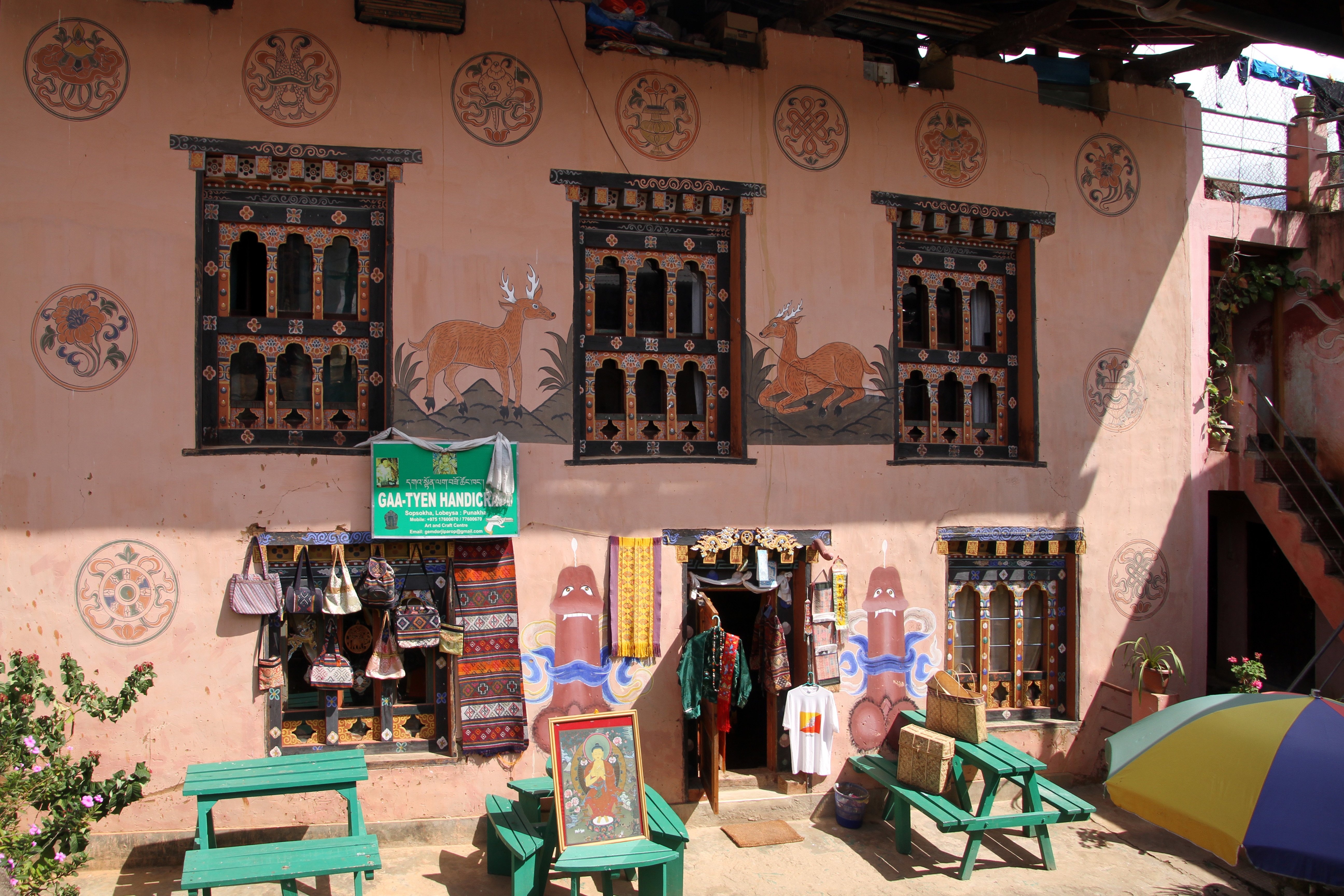
Sopsokha
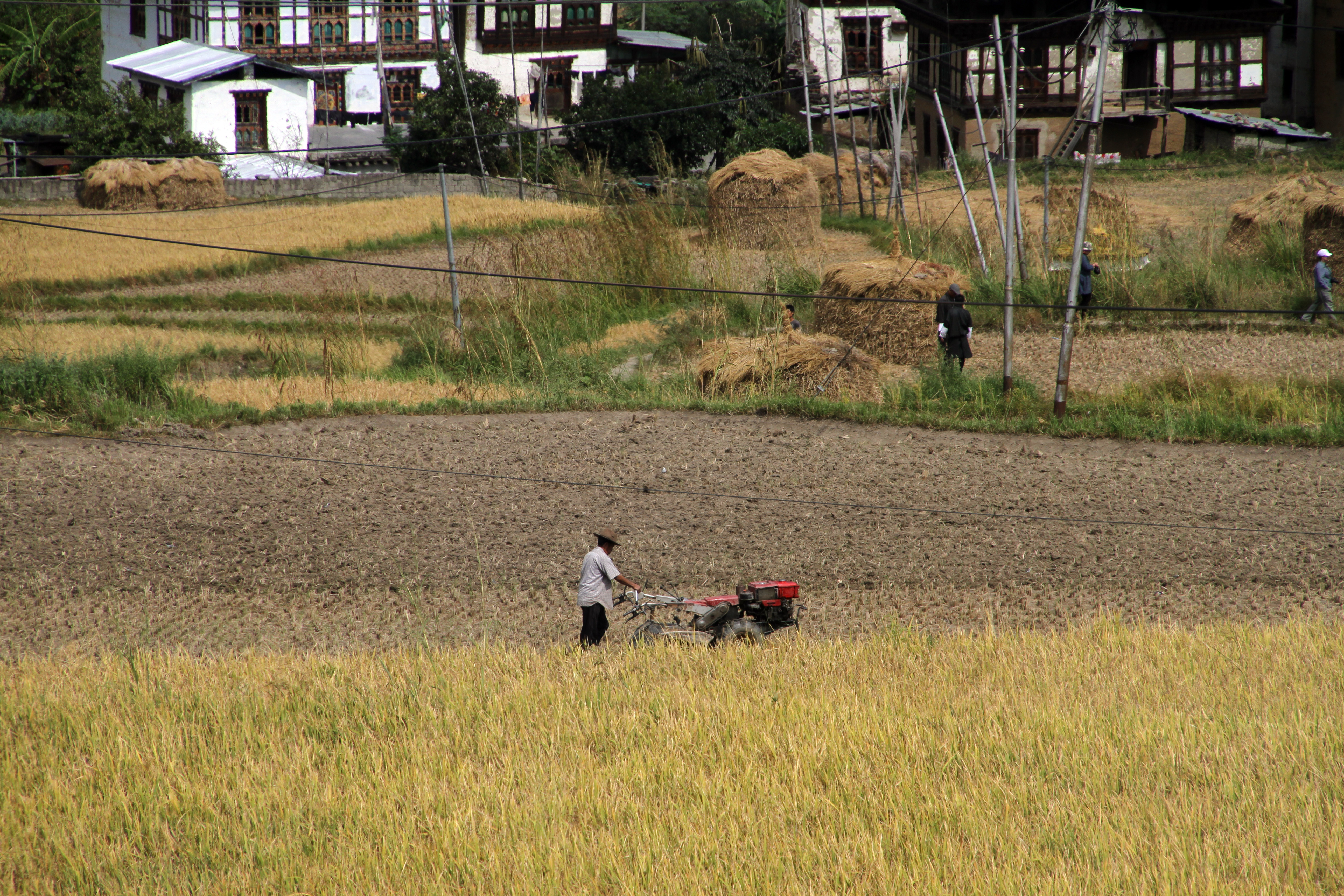
Yowakha
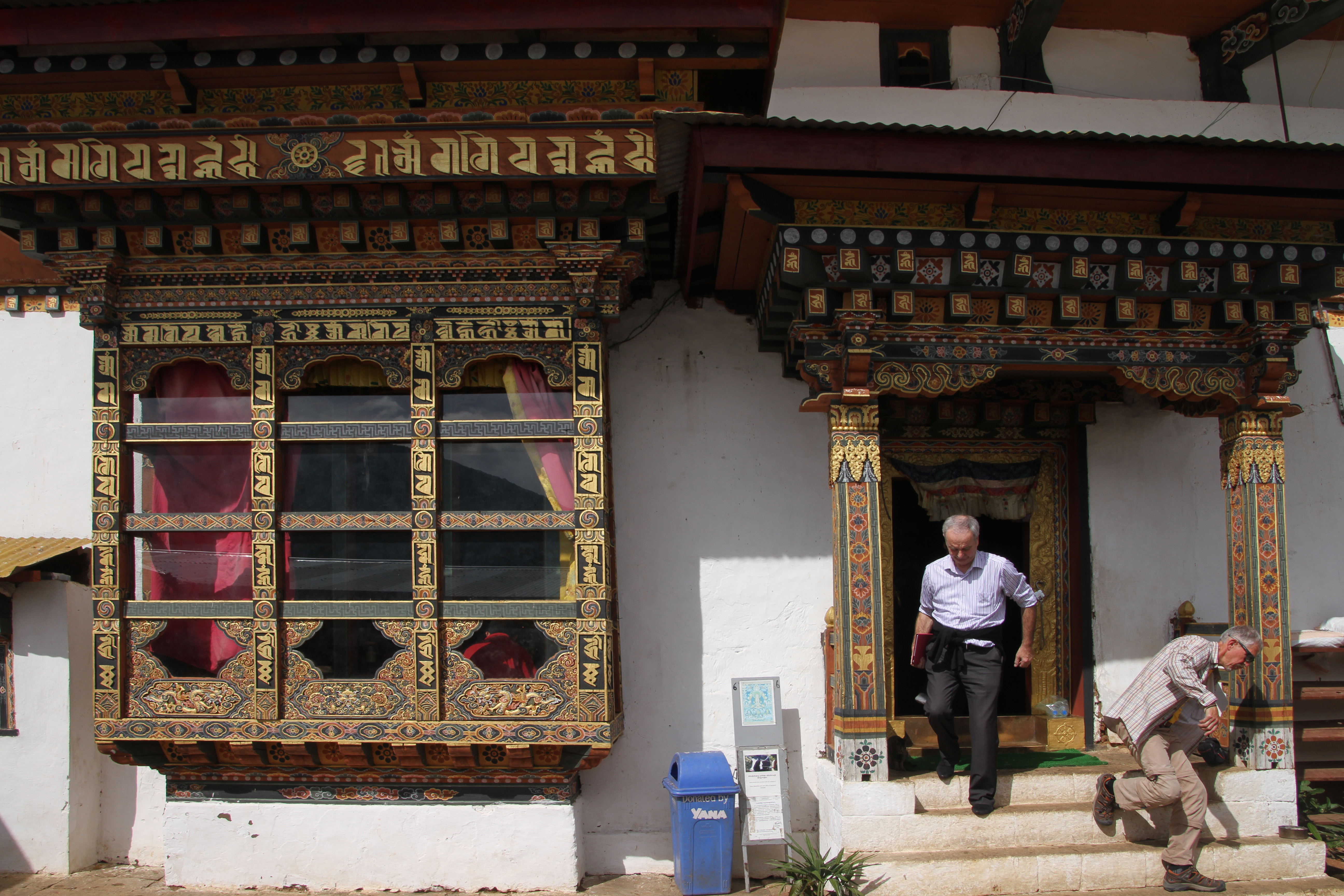
Chime Lhakhang